# Charlotta Larsson
Charlotta Larsson, född 8 november 1957 i Vantörs församling i Stockholm, är en svensk skådespelare och teaterregissör.

## Biografi
Charlotta Larsson är dotter till skådespelarna Erland Josephson och Barbro Larsson. Hon filmdebuterade 1980 i sin fars film Marmeladupproret, utan tidigare erfarenhet som skådespelare. Hon hade dock alltid velat bli skådespelare och efter filmdebuten utbildade hon sig vid Statens scenskola i Stockholm 1981–1984. Efter studierna har hon bland annat varit verksam vid Dramaten, Unga Klara, Riksteatern, Judiska teatern och Orionteatern. Inte minst har hon spelat i ett flertal pjäser av Lars Norén.
Tillsammans med Thorsten Flinck och Lena Nilsson bildade hon Grupp 98 (senare Nya Grupp 98) på Teater Plaza, där hon även verkat som regissör. Hon har regisserat ett flertal produktioner på olika länsteatrar och fristående ensembler.
Hon har medverkat i filmer av bland andra Jan Troell, Lasse Hallström, Vilgot Sjöman, Roy Andersson, Richard Hobert och Jörn Donner. För den kvinnliga huvudrollen i Donners Dirty Story (1984) nominerades hon till en Guldbagge som Bästa skådespelare. Hon har gjort uppmärksammade roller i tv-serier som Liten tuva ... (1985), Gösta Berlings saga (1986) och som skvallertidningsjournalist i Nya Tider (1999-2001). Hon spelade Dona Elvira i Ragnar Lyths tv-produktion av Molières Don Juan (1987).
Hon var 1988–1994 gift med filmarbetaren Thomas Holéwa (född 1942), son till tonsättaren Hans Holewa.

## Filmografi
- 1980 – Marmeladupproret
- 1982 – Avskedet
- 1982 – Ingenjör Andrées luftfärd
- 1983 – Två killar och en tjej
- 1984 – Dirty Story
- 1985 – Liten tuva... (TV-serie)
- 1986 – Gösta Berlings saga (TV-serie)
- 1986 – Hassel – Anmäld försvunnen
- 1987 – Don Juan
- 1987 – Malacca
- 1988 – Consuelo
- 1990 – I väntan på Eros (kortfilm)
- 1994 – Du bestämmer (TV-serie)
- 1995 – 30:e november
- 1996 – Blackout
- 1999 – Nya tider (TV-serie)
- 1999 – Dödlig drift
- 2000 – Barnen på Luna (TV-serie)
- 2004 – La Bohème
- 2005 – Harrys döttrar
- 2007 – Beck – I Guds namn
- 2007 – Arn – Tempelriddaren
- 2009 – Oskyldigt dömd (TV-serie)
- 2010 – Den fördömde (TV-serie)
- 2014 – En duva satt på en gren och funderade på tillvaron
- 2015 – Johan Falk: Tyst diplomati

## Teater

### Roller (ej komplett)
| År   | Roll              | Produktion                                                                 | Regi            | Teater        |
| ---- | ----------------- | -------------------------------------------------------------------------- | --------------- | ------------- |
| 1985 |                   | Spökhotellet Georges Feydeau                                               | Peter Dalle     | Reginateatern |
| 1998 | Mi Tzu Svägerskan | Den goda människan från Sezuan (Der gute Mensch von Sezuan) Bertolt Brecht | Thorsten Flinck | Dramaten      |
| 2006 | Mamman            | Terminal Lars Norén                                                        | Lars Norén      | Riksteatern   |